# Matka Boża Szkaplerzna

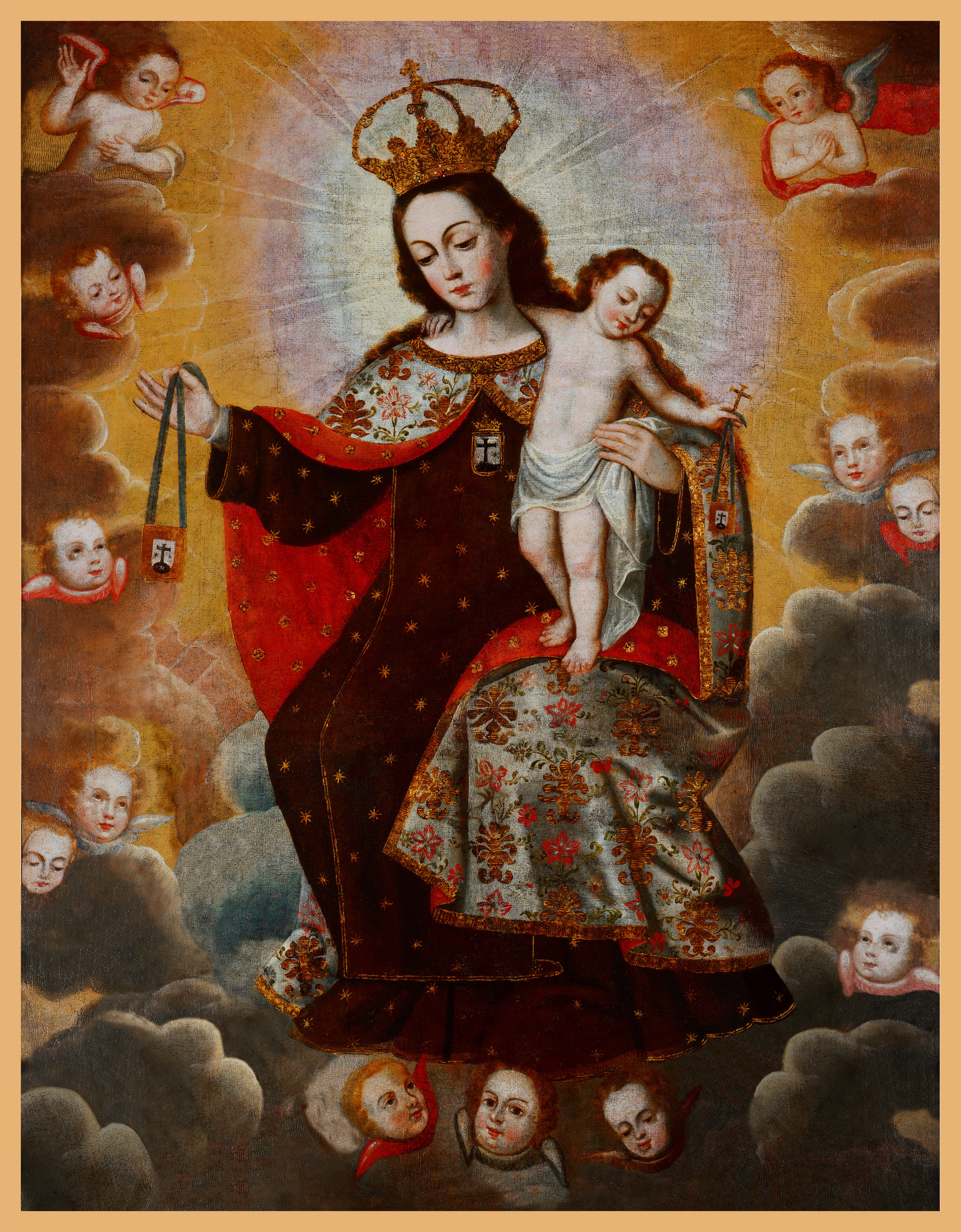

Matka Boża Szkaplerzna – kult Matki Bożej Szkaplerznej, zwanej też Matką Bożą z góry Karmel, związany jest z objawieniem się Matki Bożej św. Szymonowi Stockowi, przełożonemu generalnemu zakonu karmelitów w nocy z 15 na 16 lipca 1251 roku. Wtedy Matka Boża wskazała mu na szkaplerz, który poleciła nosić, aby chronił go od ognia piekielnego. Od tego czasu kult ten rozpowszechnił się na cały Kościół katolicki. Powstało wiele bractw szkaplerznych związanych również z innymi zakonami. Kolor szkaplerza wskazuje na konkretne bractwo. Na przykład: szkaplerz brunatny – karmelitański, czarny – serwitów i kamilianów, biały – trynitarzy, mercedariuszy, dominikanów, niebieski – teatynów, fioletowy – lazarystów. W ślad za tym powstało wiele kościołów pod wezwaniem Matki Bożej Szkaplerznej. Do najbardziej znanych należy bazylika Matki Bożej z Góry Karmel w Valletcie (na Malcie).

## Wspomnienie liturgiczne
Kościół katolicki wspomina Matkę Bożą Szkaplerzną w dniu 16 lipca(wspomnienie obowiązkowe).

## Galeria

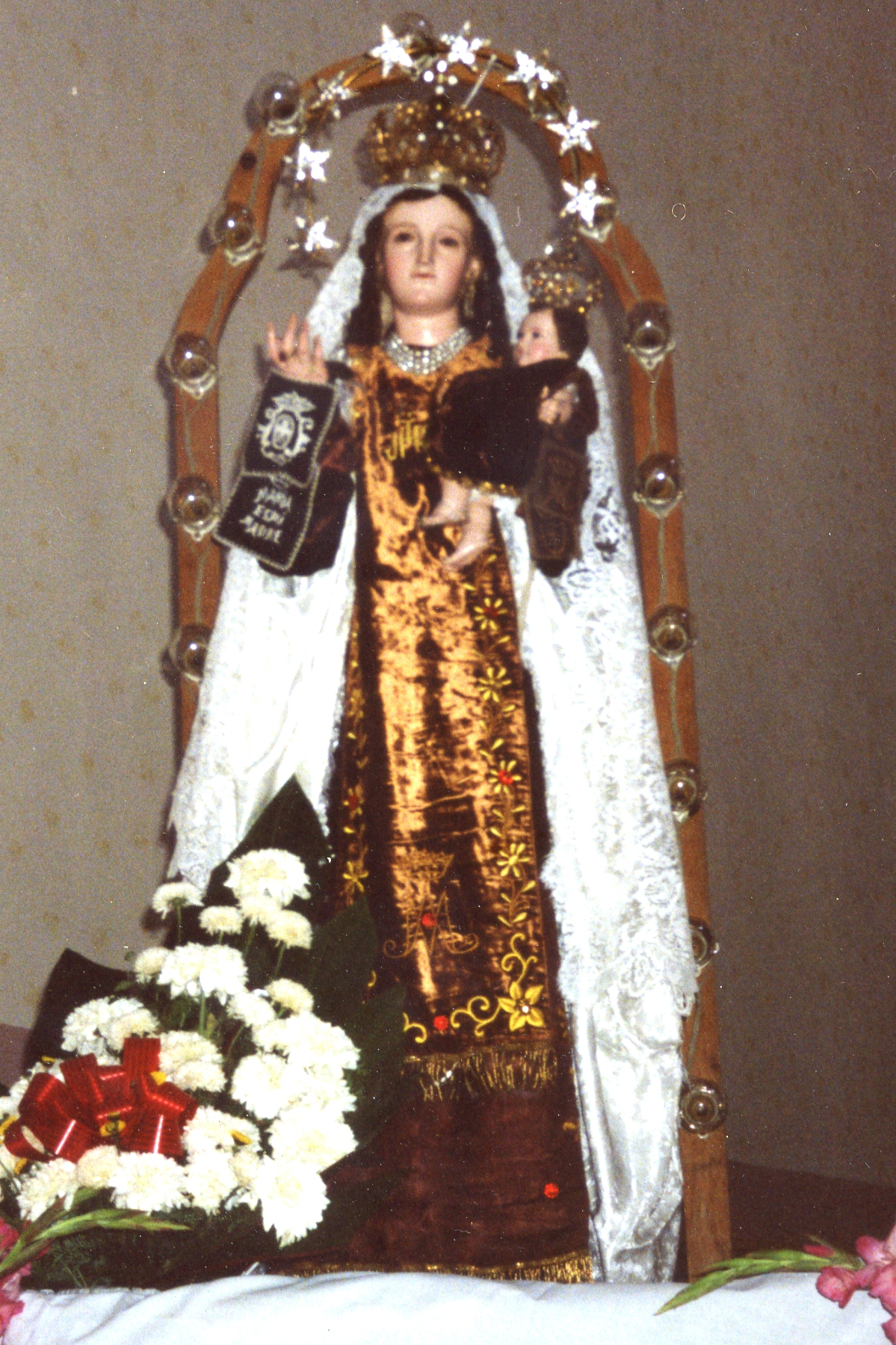
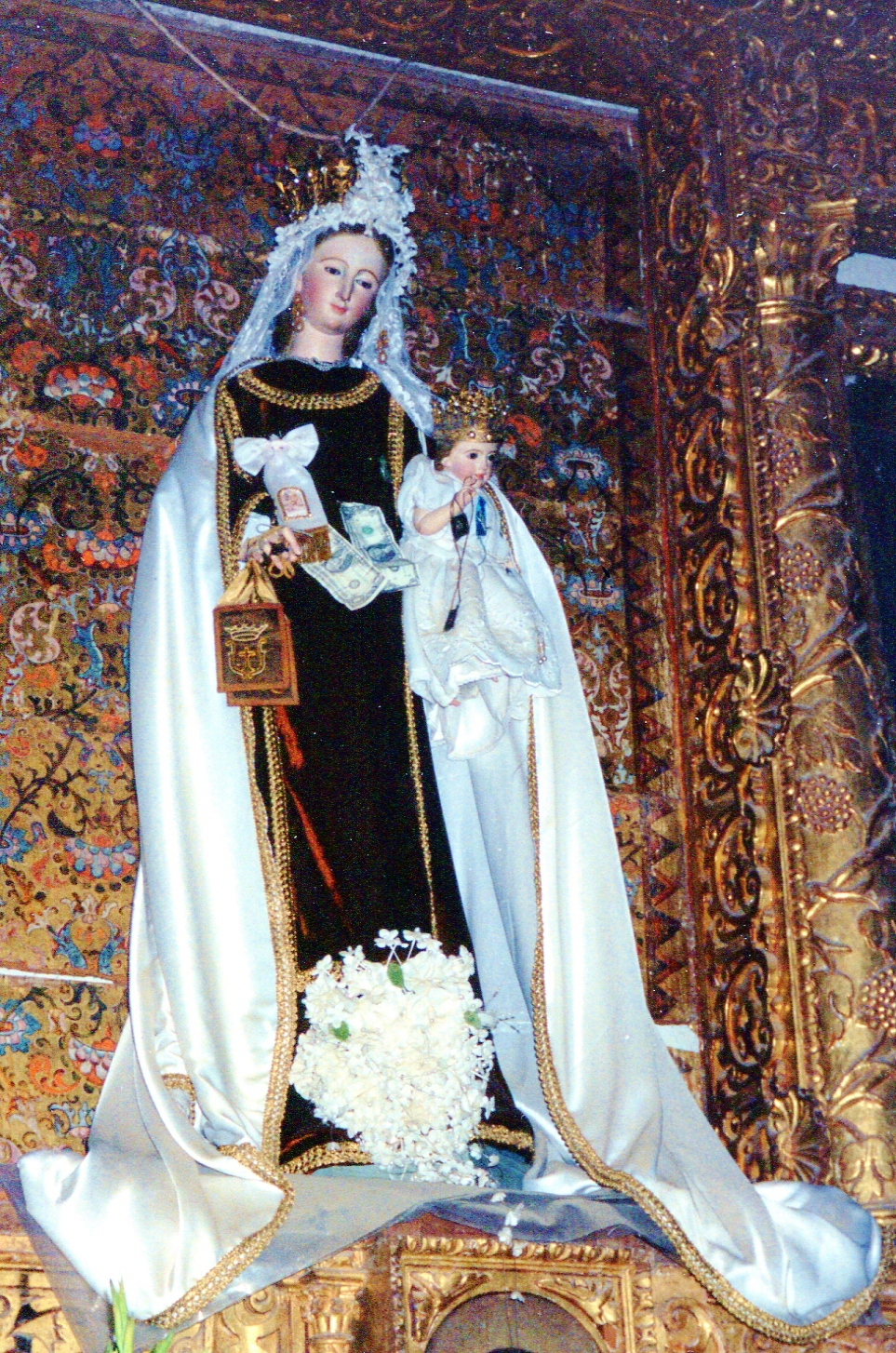
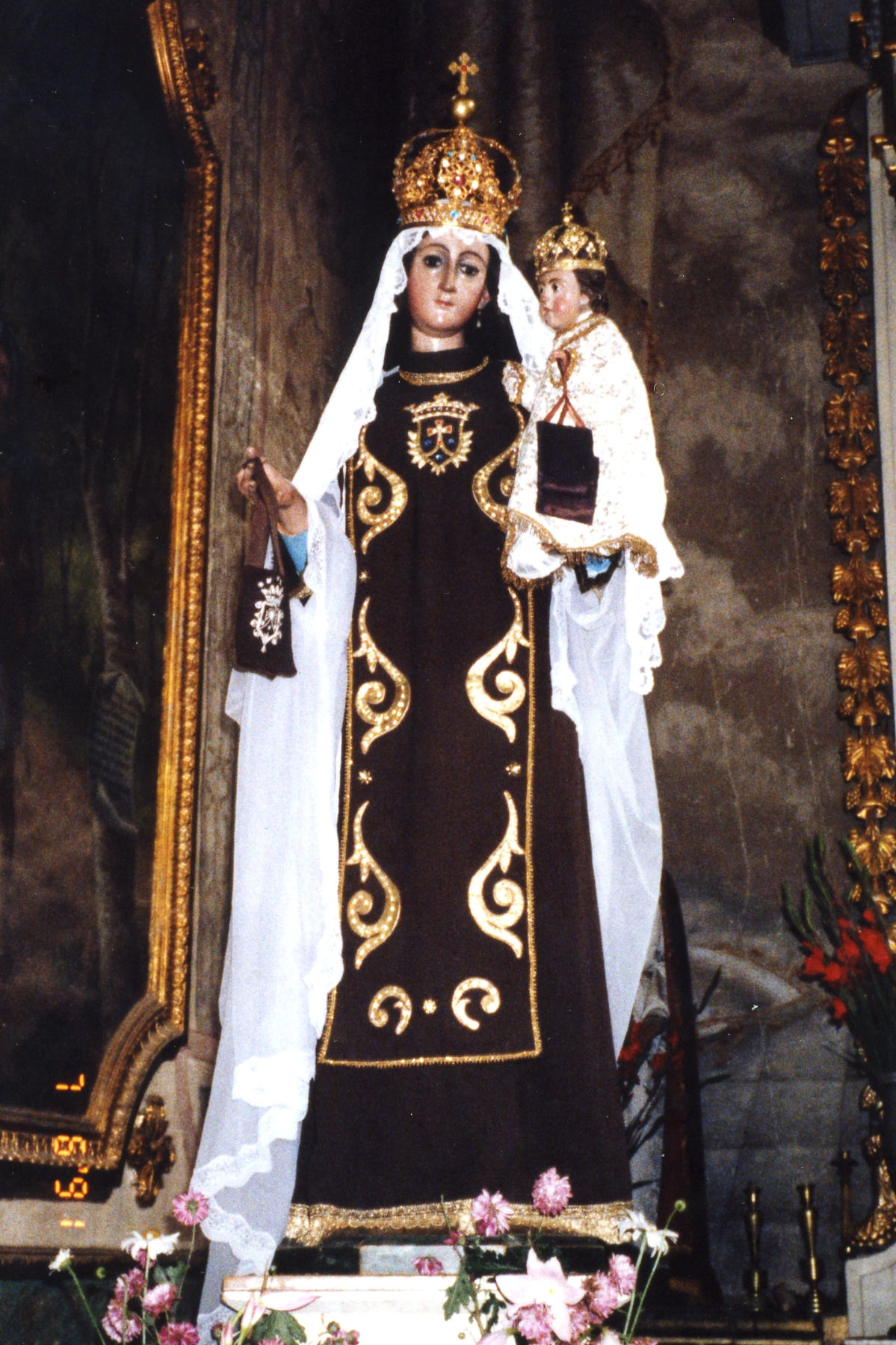
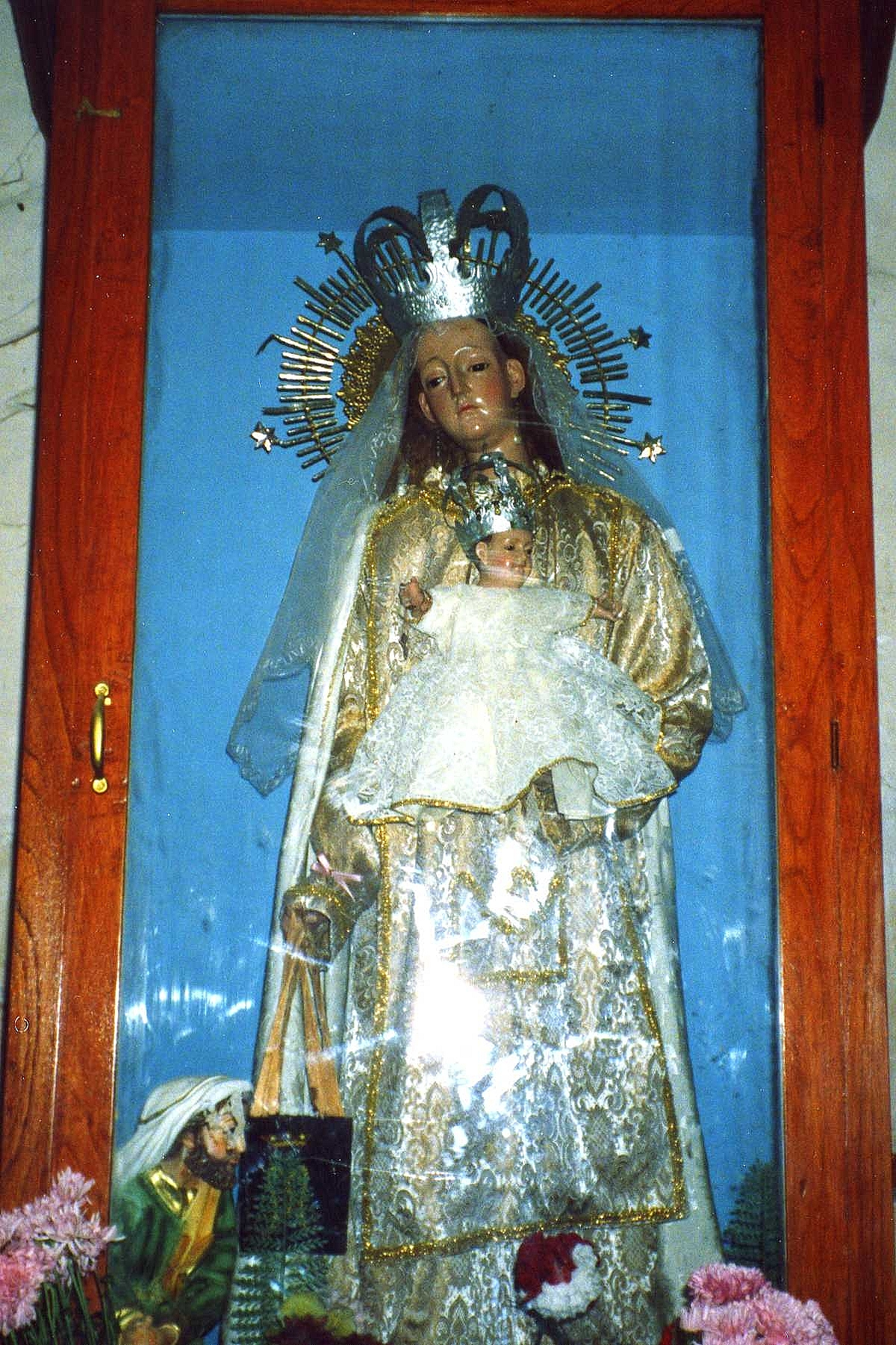
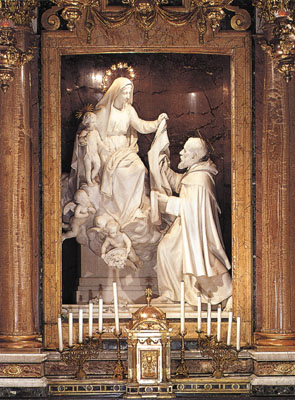
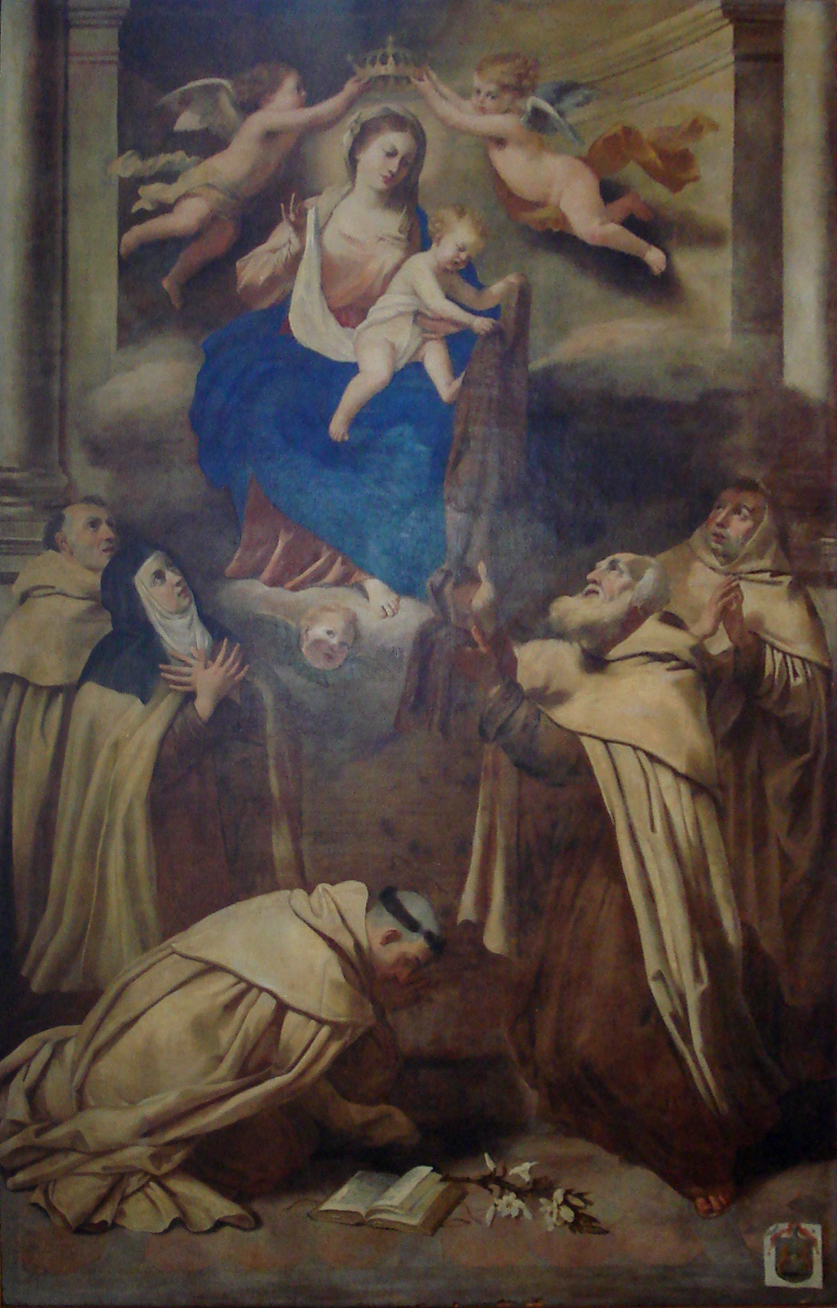